# Holzgerlingen
Holzgerlingen – miasto w Niemczech, w kraju związkowym Badenia-Wirtembergia, w rejencji Stuttgart, w regionie Stuttgart, w powiecie Böblingen, siedziba związku gmin Holzgerlingen. Leży w Schönbuchu, ok. 5 km na południe od Böblingen, przy drodze krajowej B464.

## Współpraca międzynarodowa
Miejscowości partnerskie:
- Crystal Lake
- Jílové u Prahy
- Neuenhof
- Niska

## Galeria

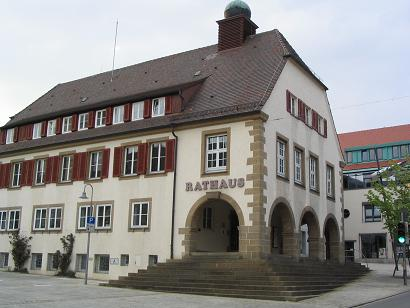
Ratusz
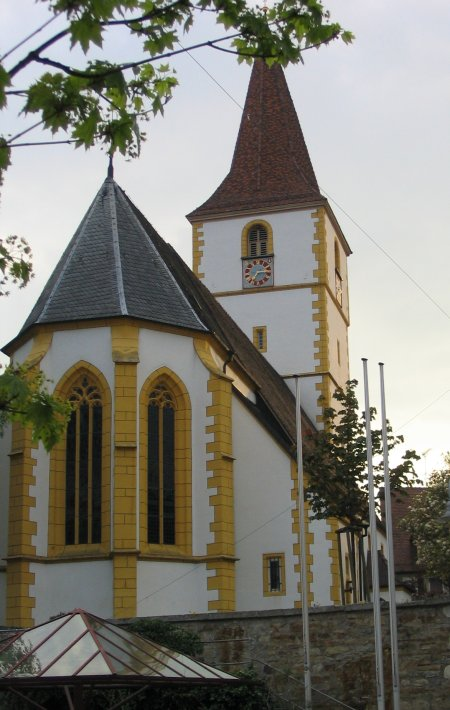
Kościół św. Maurycego (St. Mauritius)
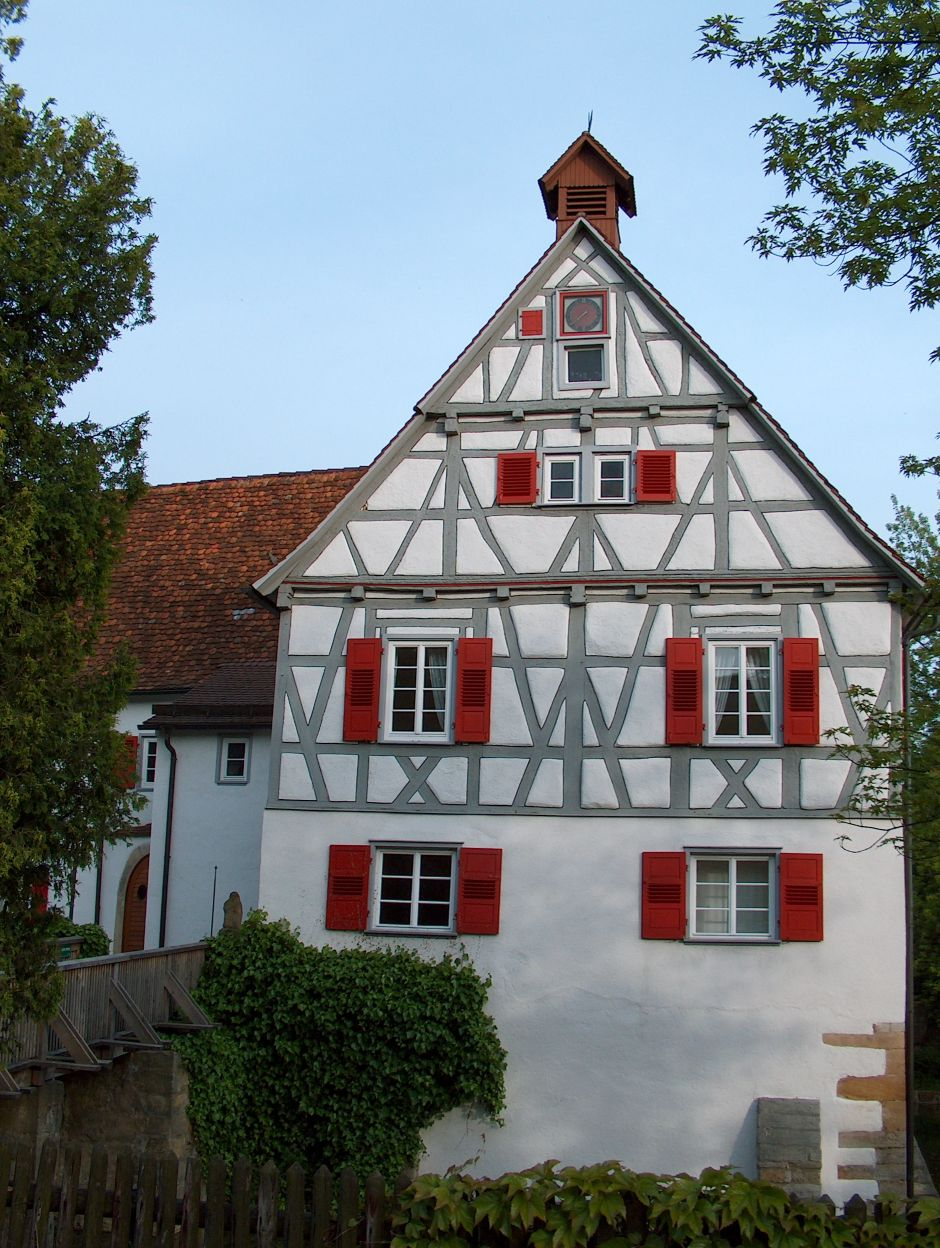
Zamek Kalteneck